# NGC 1116
NGC 1116 è una vasta galassia a spirale situata nella costellazione dell'Ariete, a una distanza di circa 360 milioni di anni luce dalla nostra Via Lattea.

## Scoperta
La galassia è stata scoperta il 2 dicembre 1863 dall'astronomo tedesco Albert Marth.

## Descrizione
NGC 1116 ha una classe di luminosità I-II e presenta una larga riga a 21 cm dell'idrogeno neutro.